# Тиран-малюк гірський
Тиран-малюк гірський (Zimmerius minimus) — вид горобцеподібних птахів родини тиранових (Tyrannidae). Мешкає в Колумбії і Венесуелі. Раніше вважався конспецифічним з жовтощоким тираном-малюком , однак за результатами молекулярно-генетичного дослідження був визнаний окремим видом.

## Підвиди
Виділяють два підвиди:
- Z. m. minimus (Chapman, 1912) — Сьєрра-Невада-де-Санта-Марта (північно-східна Колумбія);
- Z. m. cumanensis (Zimmer, JT, 1941) — Прибережний хребет Анд на півночі Венесуели (штати Ансоатегі, Сукре, Монагас).

## Поширення і екологія
Гірські тирани-малюки живуть в кронах вологих гірських тропічних лісів, на узліссях і галявинах.